# Ariosofia

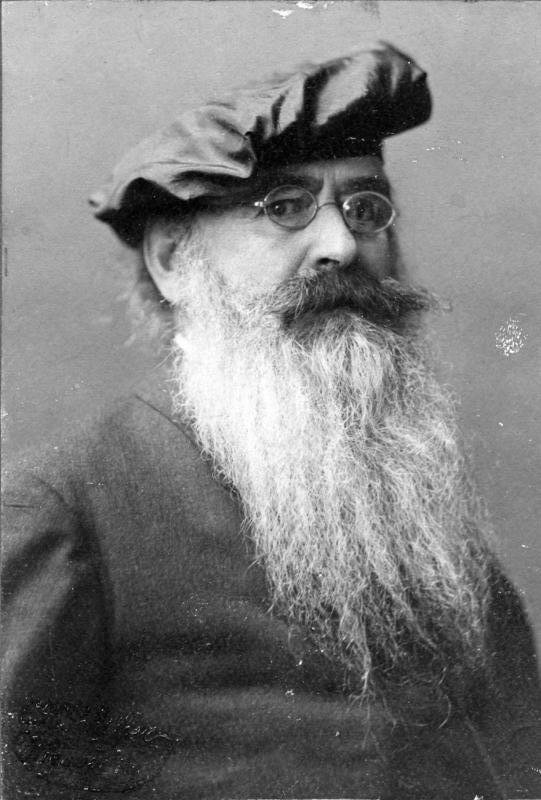
Guido von List

L'ariosofia (o "gnosticismo iperboreo") è un movimento religioso sorto in Germania all’inizio del Novecento con le pubblicazioni di alcuni teosofi come Guido von List e Jörg Lanz von Liebenfels.
Il termine, coniato da Lanz, può essere tradotto come “conoscenza degli ariani” ed identifica una gnosi  i cui scopi principali erano fondamentalmente due: il primo era ottenere il trionfo degli ariani sulle altre presunte razze umane attraverso vie mistiche e politiche, il secondo invece era recuperare l’antica religione ariana e le sue antiche tradizioni per far ritornare alla loro purezza originaria i popoli germanici e per ritrovare la “Land” (Terra) originaria degli iperborei, gli uomini divini dai quali gli stessi ariani discenderebbero.

## Ideologia
I fondatori dell'ariosofia rielaborarono varie dottrine völkisch, sorte a cavallo tra Ottocento e Novecento in opposizione sia all'Illuminismo sia al Positivismo, tutte accomunate dall'ostilità nei confronti del sapere scientifico e della nuova società di massa originatasi con la Rivoluzione Industriale. Tra queste dottrine alcune si rifacevano al nazionalismo e al Romanticismo, altre alle religioni orientali e alle teorie razziali concepite nel contesto dell'imperialismo coloniale: da un lato quindi l'ariosofia coniugò tra loro neopaganesimo, pangermanesimo, neotemplarismo e movimento völkisch, dall'altro induismo, teosofia e altre correnti derivate da quest'ultima, il tutto condito da concezioni razziste ed antisemite. Riprendendo ad esempio la cosmogonia delle razze e la prospettiva del regresso della civiltà di matrice teosofica, gli ariosofi asserirono che i popoli germanici, in quanto più vicini alla natura e ad una presunta perfezione fisica e spirituale di tipo ariano, fossero i discendenti degli iperborei , due razze superiori e divine che sarebbero vissute nell’antichità la cui purezza originaria sarebbe stata inquinata con l’avvento del mondo storico. Era necessario perciò recuperare questa purezza mediante una palingenesi della civiltà, da attuarsi come nuova Età dell'oro all’interno della concezione delle quattro ere del tempo ciclico (idea questa che invece era di derivazione induista). 
Sostenitori di una teoria della cospirazione globale, gli ariosofi intendevano contrapporsi in modo manicheo ad un presunto complotto dei popoli semitici, considerati avversari irriducibili degli ariani in quanto incarnazione delle forze malefiche ed oscure del Kali Yuga comandate da Yahweh, interpretato come il Demiurgo gnostico e quindi come il creatore del materialismo. Questa lotta doveva essere condotta senza quartiere, adoperando in contraltare le forze benefiche e luminose degli ariani che avrebbero dovuto ritrovare la loro antica religione e riformare la leggendaria casta sacerdotale Armanenschaft, custode d’immense conoscenze esoteriche e di vasti poteri mistici. Il cristianesimo, rompendo il legame tra i popoli germanici e la natura, aveva costretto questi saggi ad entrare nell’anonimato ed era necessario perciò cercarli in Asia, ove si presumeva essi si nascondessero, ed allo stesso tempo porre fine al decadimento della razza ariana creando un nuovo Regno Ariano che sottomettesse le razze inferiori, sterminasse gli ebrei, abolisse i matrimoni misti e con una politica eugenetica restaurasse la purezza di sangue della razza superiore risvegliandone le potenzialità latenti atrofizzatesi proprio per via della commistione di sangue con le razze inferiori. L'ariosofia giustificò così l'antisemitismo senza alcuna prova scientifica e, in maniera altrettanto arbitraria, riconobbe una comune origine ariano-iperborea della tradizione esoterica indiana e di quella odinica. Secondo i teorizzatori della distorta visuale pseudostorica dell'ariosofia, la tradizione religiosa dei popoli indoeuropei avrebbe avuto inoltre la preminenza su quella di tutte le altre etnie fin dalla preistoria, ponendo così le basi spirituali, morali e sapienziali delle più grandi civiltà del passato, quali ad esempio: la civiltà vedica, la civiltà greco-romana, la civiltà germanica.
Von List giunse addirittura a predire come imminente l'avvento di un “forte disceso dall’alto” che avrebbe svolto il ruolo di messia e di salvatore degli ariani: costui sarebbe stato finalmente in grado di dare avvio alla rinascita dell’età dell’oro ariana. Le sette segrete ariosofe riconobbero ben presto in Adolf Hitler l'Avatara che doveva opporsi al nemico ebraico e materialistico del Kali Yuga. Il movimento nazionalsocialista hitleriano, erede politico dell'ariosofia, condivideva per contraccambio tutte le posizioni ariosofiche, divenute autentici pilastri ideologici del nazismo. . Ne derivarono in tal modo la fiducia degli adepti nel Terzo Reich come precursore di quel Regno Ariano vagheggiato dall'ariosofia e la connotazione metapolitica e mistica del nazismo. Occultisti come Guido von List e Jörg Lanz von Liebenfels ispirarono politici come Dietrich Eckart e Alfred Rosenberg, i quali a loro volta prepararono il terreno ad Adolf Hitler, che concepì l'ideologia nazista entrando in contatto con sette esoteriche legate al contesto ariosofico come il Germanenorden e la Thule Gesellschaft e finì per ritenersi un profeta del nuovo ordine ariano. All'ariosofia si sono ispirate soprattutto le SS Schwarze Sonne di Heinrich Himmler, divenute ai gradi più elevati un vero e proprio ordine iniziatico che si riuniva in un centro spirituale situato presso il castello di Wewelsburg.
Dopo il secondo dopoguerra, spiccano esponenti come Savitri Devi e Miguel Serrano, i quali elaborano un sincretismo tra la tradizione esoterica indiana e quella nordica, entrambi considerati di provenienza ariano-iperborea.
L'ariosofia fu in definitiva una setta elitaria, irrazionale e razzista, che si potrebbe collocare tra il movimento völkisch di fine XIX secolo e le moderne religioni New Age di fine XX secolo, per via dell'influenza orientale e dei suoi forti capisaldi pseudoscientifici, pseudostorici ed occultistici.